# Neu Abschwangen
Neu Abschwangen war ein Ort im ostpreußischen Kreis Preußisch Eylau. Seine Ortsstelle befindet sich heute im Rajon Bagrationowsk (Stadtkreis Preußisch Eylau) der russischen Oblast Kaliningrad (Gebiet Königsberg (Preußen)).

## Geographische Lage
Die Ortsstelle Neu Abschwangens liegt im südlichen Westen der Oblast Kaliningrad, 17 Kilometer nordöstlich der einstigen Kreis- und heutigen Rajonshauptstadt Preußisch Eylau (russisch Bagrationowsk).

## Geschichte
Um 1835 wurde Neu Abschwangen gegründet, das bis zum 23. Oktober 1839 Abbau Guttzeit hieß. Der große Hof war bis 1945 ein Wohnplatz innerhalb der Gemeinde Abschwangen (russisch Tischino) im Kreis Preußisch Eylau in Ostpreußen.
In Kriegsfolge kam Neu Abschwangen 1945 mit dem gesamten nördlichen Ostpreußen zur Sowjetunion, wo sich dann allerdings seine Spur verliert. Ein russischer Name ist nicht bekannt, ebenso wenig die Zuordnung zu einem Dorfsowjet. 
Der Ort gilt heute als untergegangen. Seine Ortsstelle gehört zum Munizipalkreis Rajon Bagrationowsk (Stadtkreis Preußisch Eylau) in der Oblast Kaliningrad (Gebiet Königsberg (Preußen)) der Russischen Föderation.

## Religion
Bis 1945 war Neu Abschwangen in den Sprengel Abschwangen der Vereinigten evangelischen Kirchengemeinden Almenhausen/Abschwangen im Kirchenkreis Preußisch Eylau in der Kirchenprovinz Ostpreußen der Kirche der Altpreußischen Union eingepfarrt.

## Verkehr
Zur kaum noch wahrnehmbaren Ortsstelle von Neu Abschwangen führt eine Landwegverbindung, die in Tischino von der  Regionalstraße 27A-083 (ehemalige russische Fernstraße A 196, frühere deutscher Reichsstraße 131) und an der Ortsstelle endet.